# Mwai Kibaki
Mwai Kibaki (Monte Kenia, 15 de noviembre de 1931-21 de abril de 2022) fue el tercer presidente de Kenia que ocupó el cargo durante el periodo 2002-2013. Político de larga experiencia, fue diputado desde la independencia de su país, y ministro en los gobiernos de los dos primeros presidentes de Kenia, Jomo Kenyatta y Daniel Arap Moi. Tras el establecimiento de un sistema multipartidista en Kenia en el año 1991, Kibaki abandonó el partido gobernante, KANU, para formar un nuevo partido, el Partido Democrático, que ha liderado desde entonces. En el año 2002 ganó las elecciones presidenciales, sucediendo a Daniel Arap Moi como tercer presidente de Kenia.

## Juventud
Nació en la región del monte Kenia en 1931, y perteneció a la etnia kĩkũyũ, mayoritaria en el país. Economista de formación, estudió en Uganda y Londres, y fue profesor universitario. A finales de los años 1950, participó en el proceso de independencia.

## Carrera política
Desde 1963, cuando fue elegido diputado en el Parlamento keniano, ha participado activamente en la vida política del país. Miembro del partido mayoritario KANU, liderado primero por Kenyatta y después por Moi, fue Ministro de Finanzas entre 1969 y 1982, y vicepresidente entre 1978 y 1988.
En 1991, las presiones internacionales forzaron al presidente Daniel arap Moi a reinstaurar un sistema pluripartidista, y Kibaki abandonó la KANU para formar su propio partido, el Partido Democrático. Se presentó como candidato a las elecciones presidenciales de 1992, en las que quedó tercero, y a las de 1997, en las que quedó segundo a escasa distancia del vencedor Moi.
Tras su segunda derrota electoral, y dada su edad, muchos analistas pensaron que se retiraría. No fue así, y para las elecciones de 2002, a las que Moi ya no se podía presentar por impedimento constitucional, formó una amplia coalición de partidos de oposición, la National Rainbow Coalition (Narc, Coalición Nacional del Arco Iris), con la que consiguió una amplia victoria, derrotando al candidato de la KANU, Uhuru Kenyatta, hijo del primer presidente y sucesor de Moi.
La victoria electoral se basó en una intensa campaña en la que Kibaki prometió, entre otras cosas, acabar con la corrupción y redactar una nueva Constitución para el país en el plazo de cien días.

## Presidencia
Aunque el cambio político fue recibido con entusiasmo por gran parte de la población de Kenia, pronto comenzaron a surgir tensiones en la nueva coalición gobernante, sobre todo en torno a la nueva constitución. Antes de ganar las elecciones, Kibaki había prometido una constitución que limitaría los poderes presidenciales, y daría más poderes de decisión al cargo de primer ministro. Sin embargo, al llegar al poder, los miembros del partido de Kibaki no quisieron aceptar esta fórmula, establecida en el proyecto de constitución que había redactado una comisión de parlamentarios. A pesar de la oposición del propio Kibaki al texto, en marzo de 2004 una mayoría de los 629 delegados que participaron en la votación votó a favor del proyecto que recortaría los poderes del presidente.
El 21 de julio de 2005, el Parlamento aprobó un nuevo borrador de Carta Magna que, aunque mantenía gran parte del texto de marzo de 2004, corregía la atribución de poderes, limitando la capacidad de decisión del nuevo cargo de primer ministro. Este cambio al texto que había aprobado la comisión constitucional en marzo de 2004 provocó fuertes críticas en Kenia, así como disturbios violentos en Nairobi, la capital del país.
A principios de 2005, se produjo otra crisis política debida a las graves acusaciones de corrupción pronunciadas por el Alto Comisionado británico (cargo equivalente al de embajador entre países de la Commonwealth) Sir Edward Clay. Esas acusaciones, pronunciadas de manera inesperada en un discurso tras una cena oficial, provocaron una crisis política en Kenia, que llevó a la dimisión de John Githongo, máximo responsable de la lucha contra la corrupción, y a una recomposición del gabinete de gobierno. Estados Unidos y Alemania suspendieron sus programas de ayuda y la Unión Europea y Japón advirtieron de que se plantearían cancelar sus ayudas si no se acometían las reformas necesarias para atajar los casos de corrupción.
El 21 de noviembre de 2005 se celebró el referéndum sobre la nueva constitución. Mientras que Kibaki participó activamente en la campaña para pedir a los kenianos que votaran "sí" al nuevo texto, el anterior presidente Moi pidió el voto en contra, al igual que cinco ministros del actual gobierno, contrarios a la acumulación de poder en las manos del presidente. La victoria del no en el referéndum ha sido vista como un voto de castigo a Kibaki y la oposición ha convocado protestas exigiendo la dimisión de Kibaki y la convocatoria de elecciones anticipadas.
| Predecesor: Daniel Arap Moi | Presidente de Kenia 2002 - 2013 | Sucesor: Uhuru Kenyatta |